# Chamusca
Chamusca é uma vila portuguesa pertencente ao Distrito de Santarém e que fez parte da histórica província do Ribatejo, com cerca de 3 300 habitantes.
É sede do Município da Chamusca com 746,01 km² de área e 8530 habitantes (2021), subdividido nas seguintes freguesias: Chamusca, Pinheiro Grande, Vale de Cavalos, Ulme, Semideiro, Parreira, Carregueira e Arripiado. O município é limitado a norte pelo município de Vila Nova da Barquinha, a leste por Constância e por Abrantes, a sueste por Ponte de Sor, a sul por Coruche, a oeste por Almeirim, Alpiarça e Santarém e a noroeste pela Golegã.
O município está integrado na sub-região estatística NUTS III Lezíria do Tejo que pertence por sua vez à região estatística NUTS II Oeste e Vale do Tejo, continua integrado na região Lisboa e Vale do Tejo (gerida pela respetiva Comissão de Coordenação e Desenvolvimento Regional). Pertence ainda à província tradicional do Ribatejo, atualmente sem significado político-administrativo, mas constante nos discursos de auto e hetero-identificação cultural.

## Património
- Igreja Matriz
- Igreja da Misericórdia
- Igreja de São Pedro
- Igreja dos Terceiros de São Francisco
- Igreja de Nossa Senhora da Piedade e Sete Dores ou Igreja de Nossa Senhora das Dores
- Ermida de Nossa Senhora do Pranto
- Ermida do Senhor do Bonfim
- Ermida de São Sebastião do Mato
- Ermida de Nossa Senhora das Trevas (já desaparecida)
- Ermida de Nossa Senhora do Amparo (já desaparecida)
- Hospital Velho da Misericórdia e Capela de Nossa Senhora da Pobreza
- Convento de Santo António
- Paços do Concelho
- Edifício do Clube Agrícola
- Cine-Teatro da Misericórdia
- Praça de Touros
- Casa Rural Tradicional
- Prédio Arte Nova na Rua Direita de São Pedro
- Antiga Casa da Câmara
- Coreto
- Chafariz de São Pedro ou Chafariz da Botica
- Chafariz do Largo 25 de Abril ou Chafariz da Branca de Neve
- Ponte da Chamusca

## Equipamentos
- Eco Parque do Relvão

## Parques e jardins
- Parque Municipal
- Jardim Joaquim Maria Cabeça ou Jardim Maria Vaz
- Jardim da República ou Jardim do Coreto

Freguesias do município da Chamusca.

## Miradouros
- Miradouro de Almourol
- Miradouro do Outeiro do Pranto
- Miradouro do Outeiro do Bonfim
- Miradouro de São Francisco

## Freguesias
O município da Chamusca está dividido em 5 freguesias:
- Carregueira
- Chamusca e Pinheiro Grande
- Parreira e Chouto
- Ulme
- Vale de Cavalos

## Festas e romarias
- Feira da Ascensão
- Procissão dos Fogaréus
- Segunda-feira de Sestas

## Instituições e colectividades
- Santa Casa da Misericórdia
- Clube Agrícola Chamusquense
- Grupo Dramático e Musical
- União Desportiva de Chamusca

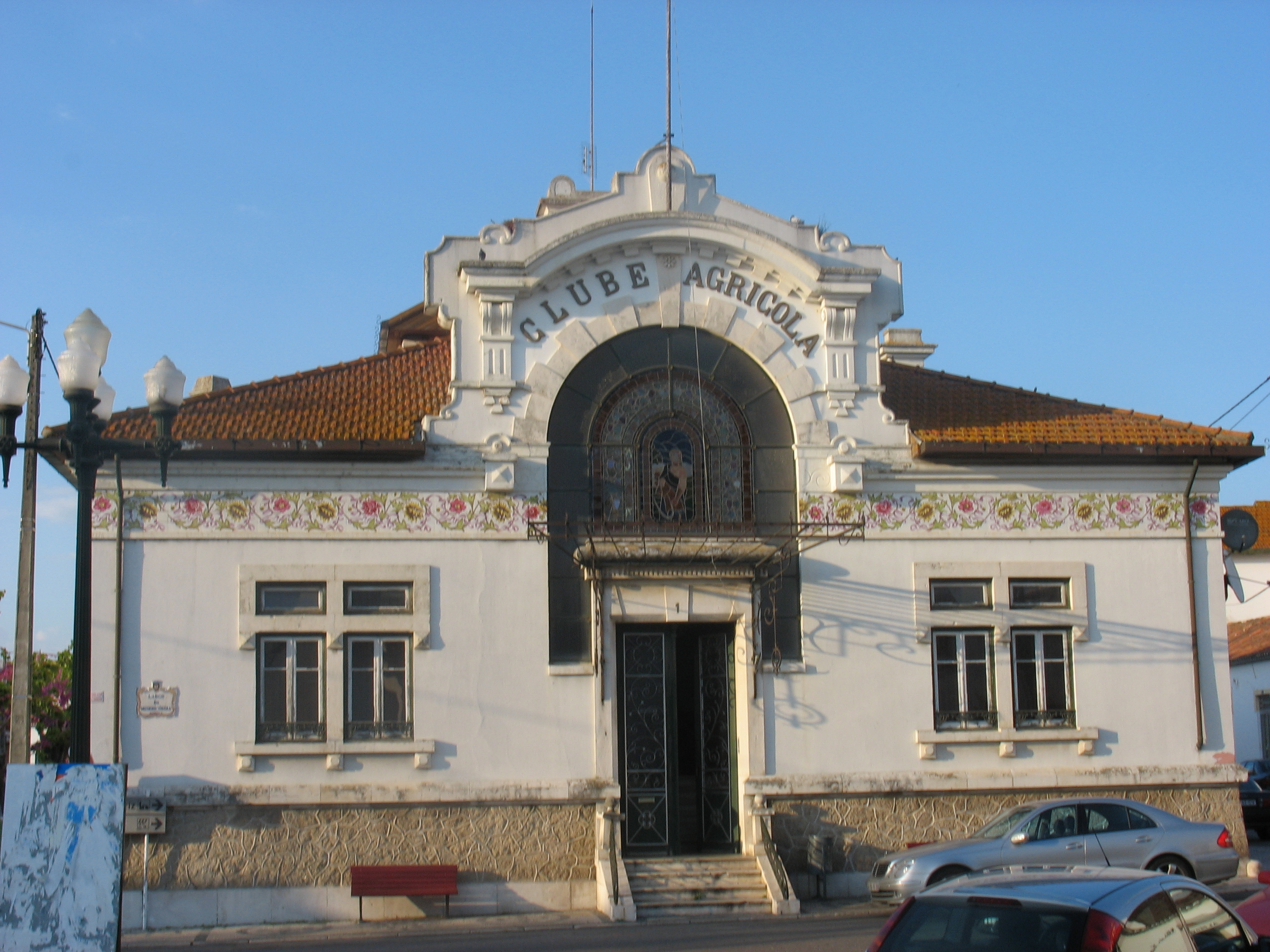
Clube Agrícola Chamusquense

- Grupo de Forcados Amadores do Aposento da Chamusca
- Grupo de Forcados Amadores da Chamusca
- Chamusc'Arte - Associação Cultural

## Chamusquenses ilustres
- D. Rui Gomes da Silva, Príncipe de Éboli, Duque de Pastrana e Grande de Espanha, entre vários outros títulos
- João Joaquim Isidro dos Reis, político do século XIX
- João Nepomuceno de Macedo, 1º barão de São Cosme, brigadeiro das forças liberais durante a Guerra Civil
- João Nepomuceno de Macedo, filho do anterior, deputado entre 1861 e 1864
- Josefa Henriqueta Girão de Macedo, 2ª baronesa de São Cosme, filha do anterior
- D. Francisco Maria do Prado Lacerda, 29º bispo de Angra
- José de Mascarenhas Pedroso Belard da Fonseca, Bastonário da Ordem dos Engenheiros, Presidente do Instituto Superior Técnico
- Carlos Amaro de Miranda e Silva, dramaturgo, jornalista e deputado nas primeiras legislaturas da I República
- Maria Manuel Cid (Mimela Cid), poetisa
- Álvaro Fernandes do Amaral Netto, poeta, prosador, jornalista, regionalista e investigador da História da Chamusca
- Rafael Duque, ministro da Economia e da Agricultura e governador do Banco de Portugal durante a vigência do Estado Novo, presidente da Câmara Municipal da Chamusca e responsável pela restituição da freguesia de Vale de Cavalos a este concelho
- João José Samouco da Fonseca (1932 - 2020), poeta, historiador, jornalista e encenador teatral
- José Cid, músico
- José Rosa Rodrigues, cavaleiro tauromáquico e ganadeiro
- Rodrigo Coutinho, Youtuber e comediante
- Guadalupe Amaro, ativista transgénero e veterinária.

## População
| Número de habitantes ★                | Número de habitantes ★ | Número de habitantes ★ | Número de habitantes ★ | Número de habitantes ★ | Número de habitantes ★ | Número de habitantes ★ | Número de habitantes ★ | Número de habitantes ★ | Número de habitantes ★ | Número de habitantes ★ | Número de habitantes ★ | Número de habitantes ★ | Número de habitantes ★ | Número de habitantes ★ | Número de habitantes ★ |
| ------------------------------------- | ---------------------- | ---------------------- | ---------------------- | ---------------------- | ---------------------- | ---------------------- | ---------------------- | ---------------------- | ---------------------- | ---------------------- | ---------------------- | ---------------------- | ---------------------- | ---------------------- | ---------------------- |
| 1864                                  | 1878                   | 1890                   | 1900                   | 1911                   | 1920                   | 1930                   | 1940                   | 1950                   | 1960                   | 1970                   | 1981                   | 1991                   | 2001                   | 2011                   | 2021                   |
| 7 838                                 | 8 282                  | 9 246                  | 10 418                 | 11 593                 | 11 330                 | 12 925                 | 15 315                 | 16 079                 | 15 921                 | 14 385                 | 13 135                 | 12 282                 | 11 492                 | 10 120                 | 8 530                  |
| Número de habitantes por grupo etário |                        |                        |                        |                        |                        |                        |                        |                        |                        |                        |                        |                        |                        |                        |                        |
|                                       |                        |                        | 1900                   | 1911                   | 1920                   | 1930                   | 1940                   | 1950                   | 1960                   | 1970                   | 1981                   | 1991                   | 2001                   | 2011                   | 2021                   |
| 0-14 Anos                             | 0-14 Anos              | 0-14 Anos              | 3 570                  | 3 809                  | 2 909                  | 3 927                  | 4 600                  | 4 466                  | 3 970                  | 3 115                  | 2 641                  | 2 128                  | 1 436                  | 1 177                  | 921                    |
| 15-24 Anos                            | 15-24 Anos             | 15-24 Anos             | 1 829                  | 2 195                  | 1 817                  | 2 465                  | 2 657                  | 2 880                  | 2 668                  | 2 195                  | 1 928                  | 1 578                  | 1 483                  | 942                    | 737                    |
| 25-64 Anos                            | 25-64 Anos             | 25-64 Anos             | 4 619                  | 4 918                  | 4 126                  | 5 599                  | 6 698                  | 7 355                  | 7 775                  | 7 345                  | 6 617                  | 6 305                  | 5 935                  | 5 287                  | 4 184                  |
| = ou > 65 Anos                        | = ou > 65 Anos         | = ou > 65 Anos         | 450                    | 678                    | 674                    | 922                    | 1 000                  | 1 231                  | 1 508                  | 1 730                  | 1 949                  | 2 271                  | 2 638                  | 2 714                  | 2 688                  |

★Número de habitantes "residentes", ou seja, que tinham a residência oficial neste município à data em que os censos  se realizaram.
★★ De 1900 a 1950 os dados referem-se à população "de facto", ou seja, que estava presente no município à data em que os censos se realizaram. Daí que se registem algumas diferenças relativamente à designada população residente

## Política

### Eleições autárquicas[9]
| Data | %     | V     | %            | V            | %       | V       | %       | V       | %              | V    | %              | V  | %              | V       | %              | V  | %   | V   | %  | V  | Participação |                |
| Data | PS    | PS    | FEPU/APU/CDU | FEPU/APU/CDU | CDS-PP  | CDS-PP  | PPD/PSD | PPD/PSD | GDUP           | GDUP | AD             | AD | PSD-CDS        | PSD-CDS | BE             | BE | MPT | MPT | CH | CH | Participação |                |
| ---- | ----- | ----- | ------------ | ------------ | ------- | ------- | ------- | ------- | -------------- | ---- | -------------- | -- | -------------- | ------- | -------------- | -- | --- | --- | -- | -- | ------------ | -------------- |
| Data | 1976  | 46,50 | 4            | 25,74        | 2       | 10,60   | 1       | 9,28    | -              | 2,13 | -              |    |                |         |                |    |     |     |    |    |              | 62,86 / 100,00 |
| 1979 | 35,94 | 3     | 38,90        | 3            | AD      | AD      | AD      | AD      |                |      | 21,98          | 1  | 71,99 / 100,00 |         |                |    |     |     |    |    |              |                |
| 1982 | 22,11 | 2     | 59,24        | 5            | 6,40    | -       | 8,16    | -       |                |      | 70,16 / 100,00 |    |                |         |                |    |     |     |    |    |              |                |
| 1985 | 16,23 | 1     | 66,23        | 5            | 13,18   | 1       |         |         | 66,92 / 100,00 |      |                |    |                |         |                |    |     |     |    |    |              |                |
| 1989 | 24,61 | 2     | 51,22        | 4            | 7,27    | -       | 12,66   | 1       | 60,12 / 100,00 |      |                |    |                |         |                |    |     |     |    |    |              |                |
| 1993 | 22,29 | 2     | 52,83        | 4            | 7,57    | -       | 12,91   | 1       | 65,84 / 100,00 |      |                |    |                |         |                |    |     |     |    |    |              |                |
| 1997 | 29,38 | 2     | 47,55        | 4            | 4,40    | -       | 14,02   | 1       | 60,50 / 100,00 |      |                |    |                |         |                |    |     |     |    |    |              |                |
| 2001 | 32,03 | 2     | 47,40        | 2            | PPD/PSD | PPD/PSD | CDS-PP  | CDS-PP  | 16,55          | 1    | 61,27 / 100,00 |    |                |         |                |    |     |     |    |    |              |                |
| 2005 | 23,19 | 1     | 57,49        | 3            | PPD/PSD | PPD/PSD | CDS-PP  | CDS-PP  | 14,72          | 1    | 62,61 / 100,00 |    |                |         |                |    |     |     |    |    |              |                |
| 2009 | 32,79 | 2     | 43,51        | 2            | PPD/PSD | PPD/PSD | CDS-PP  | CDS-PP  | 19,97          | 1    | 61,07 / 100,00 |    |                |         |                |    |     |     |    |    |              |                |
| 2013 | 33,40 | 2     | 32,02        | 2            | PPD/PSD | PPD/PSD | CDS-PP  | CDS-PP  | 25,60          | 1    | 3,42           | -  | 61,36 / 100,00 |         |                |    |     |     |    |    |              |                |
| 2017 | 54,10 | 3     | 24,16        | 1            | PPD/PSD | PPD/PSD | CDS-PP  | CDS-PP  | 16,92          | 1    |                |    | PSD/CDS        | PSD/CDS | 63,25 / 100,00 |    |     |     |    |    |              |                |
| 2021 | 44,33 | 3     | 22,57        | 1            | PPD/PSD | PPD/PSD | CDS-PP  | CDS-PP  | 19,25          | 1    |                |    | 9,66           | -       | 60,49 / 100,00 |    |     |     |    |    |              |                |

### Eleições legislativas
| Data | %     | %     | %     | %     | %     | %        | %     | %     | %     | %     | %    | %   | %       | % | %  | %  |
| Data | PS    | PCP   | CDS   | PSD   | UDP   | APU/ CDU | AD    | FRS   | PRD   | PSN   | BE   | PAN | PSD CDS | L | CH | IL |
| ---- | ----- | ----- | ----- | ----- | ----- | -------- | ----- | ----- | ----- | ----- | ---- | --- | ------- | - | -- | -- |
| 1976 | 41,38 | 25,08 | 10,26 | 9,85  | 1,33  |          |       |       |       |       |      |     |         |   |    |    |
| 1979 | 31,72 | APU   | AD    | AD    | 2,15  | 34,60    | 22,87 |       |       |       |      |     |         |   |    |    |
| 1980 | FRS   | APU   | AD    | AD    | 1,09  | 32,20    | 23,50 | 34,72 |       |       |      |     |         |   |    |    |
| 1983 | 38,36 | APU   | 5,57  | 12,36 | 0,76  | 36,42    |       |       |       |       |      |     |         |   |    |    |
| 1985 | 17,62 | APU   | 4,68  | 13,67 | 1,15  | 31,44    | 26,05 |       |       |       |      |     |         |   |    |    |
| 1987 | 23,76 | CDU   | 3,75  | 29,51 | 1,18  | 24,14    | 9,73  |       |       |       |      |     |         |   |    |    |
| 1991 | 29,79 | CDU   | 4,25  | 35,05 |       | 19,29    | 1,46  | 2,21  |       |       |      |     |         |   |    |    |
| 1995 | 49,06 | CDU   | 8,22  | 18,20 | 1,06  | 17,68    |       | 0,48  |       |       |      |     |         |   |    |    |
| 1999 | 53,54 | CDU   | 6,17  | 17,06 |       | 17,69    | 0,39  | 1,50  |       |       |      |     |         |   |    |    |
| 2002 | 45,64 | CDU   | 7,56  | 23,95 | 16,67 |          | 1,98  |       |       |       |      |     |         |   |    |    |
| 2005 | 55,40 | CDU   | 5,45  | 14,16 | 15,04 | 5,11     |       |       |       |       |      |     |         |   |    |    |
| 2009 | 37,57 | CDU   | 8,93  | 16,65 | 18,15 | 11,72    |       |       |       |       |      |     |         |   |    |    |
| 2011 | 31,99 | CDU   | 10,54 | 26,22 | 16,09 | 5,22     | 0,84  |       |       |       |      |     |         |   |    |    |
| 2015 | 38,75 | CDU   | PSD   | CDS   | 17,72 | 8,69     | 0,96  | 24,21 | 0,43  |       |      |     |         |   |    |    |
| 2019 | 45,91 | CDU   | 3,60  | 15,59 | 14,08 | 7,95     | 1,47  |       | 0,73  | 1,47  | 0,46 |     |         |   |    |    |
| 2022 | 46,99 | CDU   | 2,14  | 18,92 | 10,28 | 3,43     | 0,61  | 0,59  | 12,01 | 2,30  |      |     |         |   |    |    |
| 2024 | 34,40 | CDU   | AD    | AD    | 8,42  | 19,79    | 4,09  | 1,17  | 1,61  | 23,65 | 2,43 |     |         |   |    |    |

## Poluição
A Chamusca foi considerada em 2018 uma das 15 localidades mais poluídas de Portugal a nível de partículas finas inaláveis com 11 microgramas por metro cúbico quando o limite máximo aconselhado pela Organização Mundial de Saúde são 10 microgramas por metro cúbico.
Em 2018 também foram detectadas descargas poluentes na ribeira das Descobertas situada no concelho.